# Freixieiro de Soutelo
Freixieiro de Soutelo é uma localidade portuguesa sede da Freguesia de Freixieiro de Soutelo do Município de Viana do Castelo, freguesia com 16,48 km² de área e 465 habitantes (censo de 2021), tendo, por isso, uma densidade populacional de 28,2 hab./km².

## Demografia
A população registada nos censos foi:
| Distribuição da População por Grupos Etários | Distribuição da População por Grupos Etários | Distribuição da População por Grupos Etários | Distribuição da População por Grupos Etários | Distribuição da População por Grupos Etários |
| -------------------------------------------- | -------------------------------------------- | -------------------------------------------- | -------------------------------------------- | -------------------------------------------- |
| Ano                                          | 0-14 Anos                                    | 15-24 Anos                                   | 25-64 Anos                                   | > 65 Anos                                    |
| 2001                                         | 87                                           | 76                                           | 279                                          | 118                                          |
| 2011                                         | 65                                           | 53                                           | 277                                          | 116                                          |
| 2021                                         | 46                                           | 52                                           | 237                                          | 130                                          |